# Галеник, Григорий Степанович
Григорий Степанович Галеник (16 апреля 1914, Кривой Рог, Херсонская губерния — 18 марта 1991, Воронцовка, Омская область) — советский хозяйственный деятель. Герой Социалистического Труда (1957).

## Биография
Родился 16 апреля 1914 года в местечке Кривой Рог Херсонского уезда Херсонской губернии.
С 1937 года — на хозяйственной, общественной и политической работе. Член ВКП(б) с 1940 года. В 1937—1983 годах — агроном в Косихинском свиносовхозе Западно-Сибирского края, Возвышенском совхозе Северо-Казахстанской области. В Советской армии, участвовал в боях на Халхин-Голе, агроном земельного отдела Полтавского райисполкома Омской области, участник Великой Отечественной войны, счетовод, председатель колхоза «Заря», заведующий сельскохозяйственным отделом, председатель Полтавского райисполкома, главный агроном Вольновской машинно-тракторной станции, председатель колхоза имени Кирова Полтавского района Омской области.
Указом Президиума Верховного Совета СССР от 11 января 1957 года присвоено звание Героя Социалистического Труда с вручением ордена Ленина и золотой медали «Серп и Молот».
Умер 18 марта 1991 года в селе Воронцовка Полтавского района Омской области.